# Battaglia di Sorio
La battaglia di Sorio fu un evento bellico dell'8 aprile 1848 collegato all'istituzione della nuova Repubblica di San Marco, che vide per la prima volta le truppe della neonata Repubblica scontrarsi con le più numerose e meglio armate truppe austriache.

## Antefatti

### Contesto storico

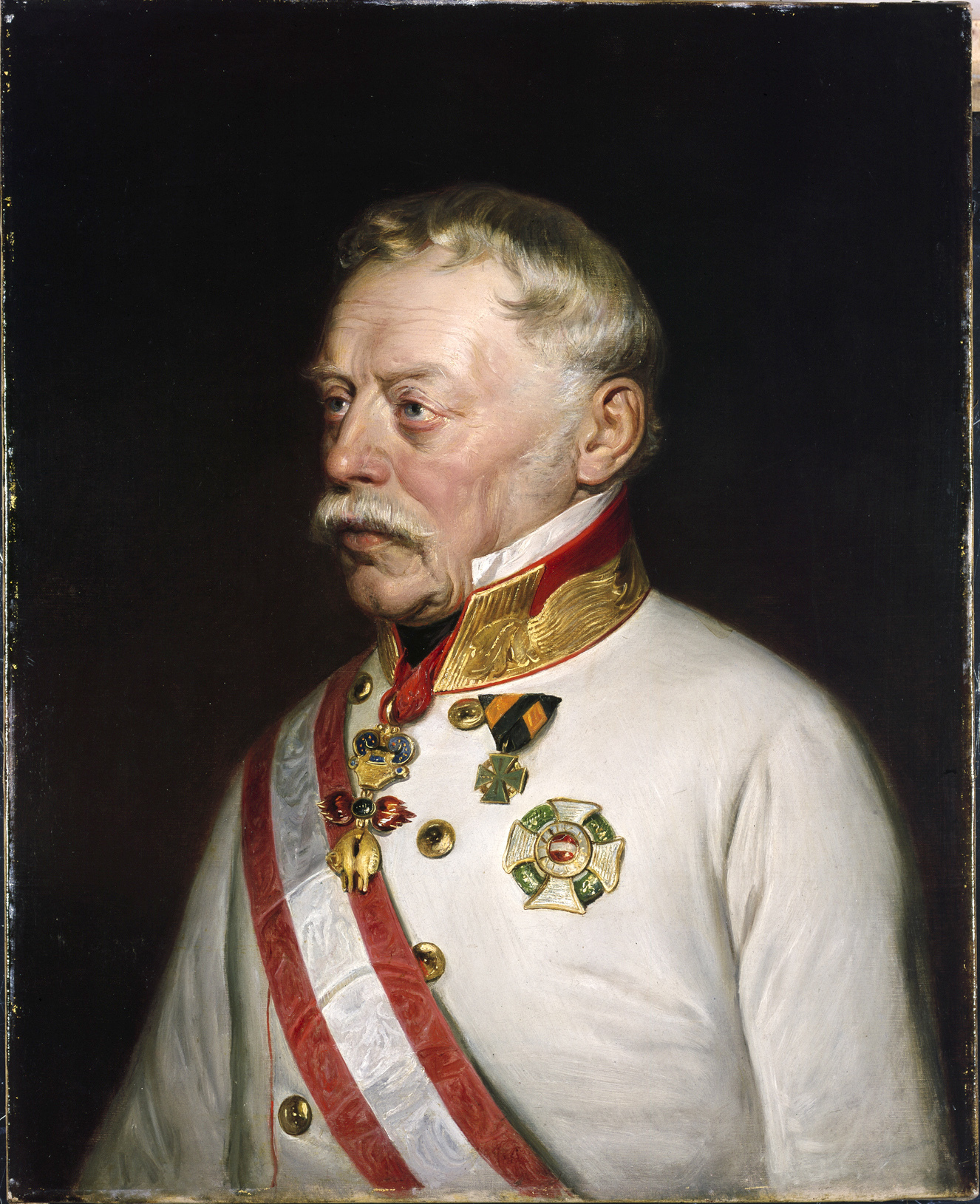
Il generale Josef Radetzky, comandante dell'esercito austriaco nel Lombardo-Veneto.

In seguito alle insurrezioni contemporanee di Venezia e, soprattutto, di Milano, l'esercito austriaco, comandato dal feldmaresciallo Josef Radetzky, fu costretto a ripiegare verso le Fortezze del Quadrilatero, un sistema difensivo a forma di quadrilatero ai cui vertici si trovavano le fortezze di Peschiera del Garda, Mantova, Legnago e Verona, comprese fra il Mincio, il Po, e l'Adige.
Radetzky vide progressivamente chiudersi da oriente la cerchia di truppe rivoluzionarie che iniziava a circondare il suo esercito, e contemporaneamente rendersi sempre più difficile e scarso l'approvvigionamento dei suoi circa 32 mila uomini raccolti intorno a Verona. Egli aveva già stabilito, se fosse stato necessario per uscire dalla morsa, di eseguire la ritirata passando per Bassano del Grappa e per la valle del Brenta. Vi era quindi la necessità di tenere le vie aperte da quella parte, sostenendo gli avamposti sull'Alpone, possibilmente facendoli avanzare fin oltre Montebello per occupare l'area che, incastrata tra i monti Berici e le pendici dei Lessini, apre la via per Vicenza.

### I preparativi

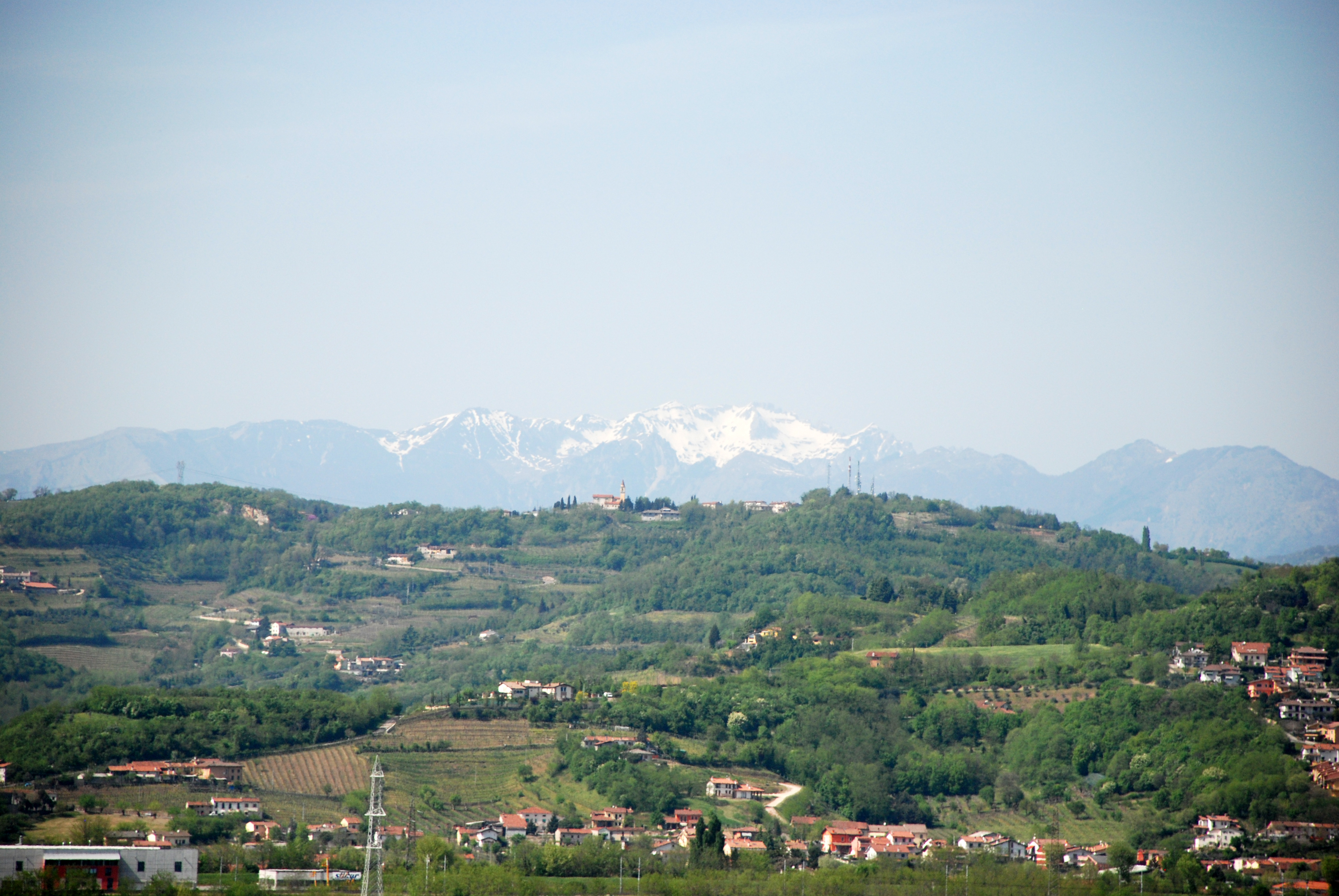
Le colline nei pressi di Montebello.

Per opporsi a questi tentativi il governo provvisorio di Venezia aveva fino dalla fine di marzo organizzato nel capoluogo berico una serie di gruppi di volontari, detti Corpi Franchi o Crociati che in quei giorni si erano adunati nel Veneto: il 29 marzo i presidenti della Repubblica di San Marco ne affidarono il comando al generale Marco Antonio Sanfermo, che assunse contestualmente il comando anche della Legione padovana, comandata dal colonnello prof. Gustavo Bucchia coadiuvato dal maggiore Alberto Cavalletto, con l'incarico di presidiare la strada tra Sorio (Gambellara)\Montebello Vicentino e Venezia. 

Nonostante l'impreparazione delle truppe, formate principalmente da studenti insorti dell'Università di Padova e per altro mal equipaggiati, e la ferma opposizione di Bucchia e Sanfermo, venne ordinato alle truppe di muoversi da Padova, dove erano allocate, verso Vicenza. Il 31 marzo venne affidato a Sanfermo anche il comando della Legione trevigiana, anch'essa in pessime condizioni di equipaggiamento e preparazione, e il successivo 2 aprile anche dei Corpi Pontifici dislocati nel vicentino.
Tra il 4 e il 5 aprile le truppe di Sanfermo si diressero a Montebello, venendo disposte lungo una linea difensiva tra Berici e Lessini per cercare di impedire un eventuale ritirata delle truppe austriache stanziate a Verona. Sanfermo dispose: tra Sorio e Mason la Legione padovana (6 compagnie, 700 uomini al comando del collonello Gustavo Bucchia e dell'aiutante maggiore Alberto Cavalletto), a Torri di Confine la 7ª compagnia degli Studenti (300 uomini comandati da Nazario Corradini), a Fracanzana una compagnia della Legione padovana, tra Villa "la Favorita"  e Lonigo la Legione vicentina e tra Sarego e Meledo la Legione trevigiana, ed il resto degli uomini a Montebello per un totale di circa 2 400 unità. Le truppe dei Corpi pontifici (2 000 uomini comandati dal tenente colonnello Livio Zambeccari) si disposero invece a Cologna e a Lonigo, pronte a intervenire in caso di necessità.
Tuttavia le truppe si trovarono fin da subito in penuria di mezzi, munizioni e artiglieria (tanto che furono costrette ad adattare 4 cannoni da nave in assenza di artiglieria da campagna) e in una grande crisi organizzativa, visto lo scarso numero di ufficiali e la mancanza di disciplina e addestramento nei soldati.
Nel pomeriggio del 7 aprile una colonna austriaca di 5 battaglioni, 4 squadroni, 6 pezzi d'artiglieria ed una compagnia di zappatori, sotto il comando del maggior generale Federico Adalberto principe di Liechtenstein, avanzò da Verona sulla strada verso Vicenza con l'ordine di stabilirsi sulla linea del fiume Alpone e disperdere oltre essa gli insorgenti, aprendosi la via fino a Montebello. Sia per la lunghezza della marcia compiuta sia a causa dei guasti fatti alla strada dalle truppe venete, gli austriaci si fermarono in faccia alle posizioni occupate e rimandarono all'indomani l'attacco. 

Nella sera il generale Sanfermo, temendo di tenere un fronte eccessivamente lungo se comparato al numero dei suoi uomini, decise di ridisporre le sue truppe su un fronte più ristretto: richiamò gli uomini che stavano sui monti Berici e limitò la difesa alle pendici di Sorio e Montebello, appoggiandone la sinistra alla strada di Verona ed al torrente Chiampo. Staccò 200 tra i più esperti dei suoi sulla destra ad Agugliana e Selva, sui monti, per garantirsi dagli aggiramenti. Tra Sorio e Mason dispose 6 compagnie della Legione padovana e nei trinceramenti tra Fracanzana e il fiume Acquetta la Legione vicentina ed una parte dei trevigiani e padovani. Infine nella notte arrivarono alcuni rinforzi tra cui 500 Crociati di Treviso, di cui 200 soldati di linea ed il resto armati di picche, più 120 volontari di Schio guidati dal poeta Arnaldo Fusinato, e 50 feltrini condotti dal prof. abate Antonio Zanghellini.

## Svolgimento

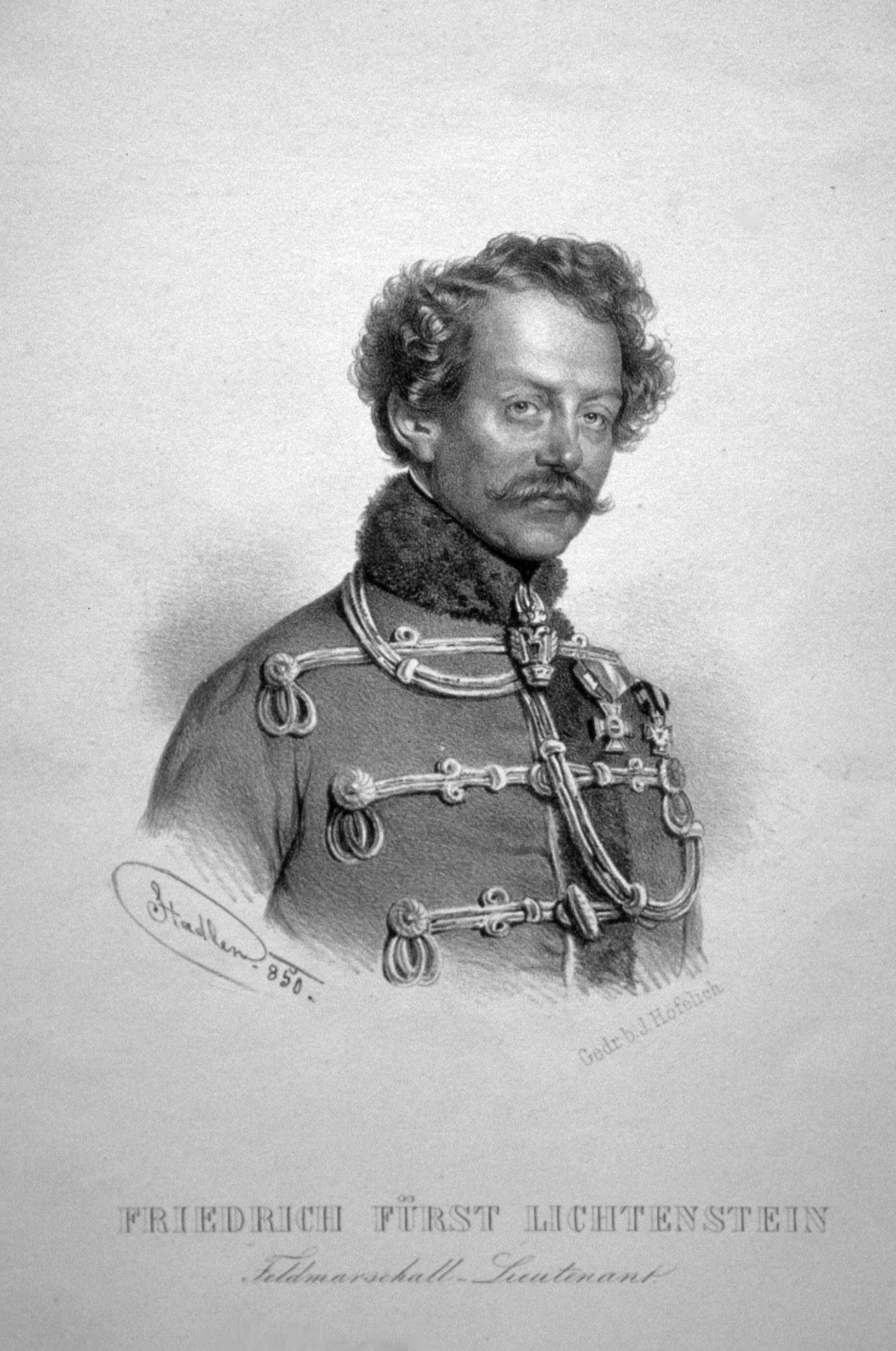
Il comandante delle truppe austriache Federico Adalberto principe di Liechtenstein.

Nel mattino dell'8 aprile, gli austriaci, forti di circa 3 000 uomini, avanzarono su due colonne. La più grossa (13 compagnie e mezzo, mezzo squadrone e 4 cannoni, comandate dal maggior generale principe del Liechtenstein) da Monteforte procedette verso Sorio. L'altra ( 5 compagnie e mezzo, mezzo squadrone e due pezzi d'artiglieria) proseguì sulla sinistra del fiume Chiampo lungo la strada grande verso Torri di Confine.
Verso le ore sette del mattino i posti avanzati della Fracanzana, nonché quelli di Mason, scambiarono i primi colpi col nemico. Poco dopo anche Sorio venne assalita dalle truppe di Liechtenstein. Sanremo iniziò allora progressivamente a inviare rinforzi dalle retrovie: le alture e Sorio si trovavano quindi difesi da sei compagnie del Corpo padovano (circa 450 uomini) a cui si aggiunsero tre compagnie di quello di Treviso della forza di circa 160 uomini, e i corpi di Schio e Feltre, cui dovevano unirsi gli altri 200 militi esperti posti sull'altura sopra Gambellara, per un totale di circa 1 000 soldati a difesa della posizione.
Le truppe di Sanfermo riuscirono per parecchio tempo a resistere all'avanzata nemica. Tuttavia i 200 soldati esperti di guarnigione a Gambellara, invece di andare in soccorso delle truppe a Sorio, credendo erroneamente che la linea difensiva non avesse retto, rimasero a difesa della loro posizione. Inoltre furono mandati rinforzi anche al ponte di Fracanzana, ma si dispersero prima di arrivarvi. In assenza dei rinforzi sperati, i Crociati padovani che difendevano Sorio cominciarono ad indietreggiare temendo di essere stati aggirati per la montagna, così come i Crociati vicentini che abbandonarono i loro trinceramenti lungo la strada di collegamento tra Sorio e Montebello. 

Tutta la linea dei difensori andò quindi a raccogliersi a Montebello, senza che le truppe austriache tentassero l'inseguimento dei soldati in ritirata, per poi ritirarsi ulteriormente fin dietro il fiume Guà. L'azione, durata fino alle 15, costò una cinquantina di uomini ai volontari, fra cui 29 caduti prigionieri ma liberati pochi giorni dopo. Più dubbie le stime sulle perdite subite dagli austriaci: tra i 2 e i 100 morti.
Il giorno successivo gli austriaci tornarono sotto Verona.

## Conseguenze

Lo stemma del comune di Gambellara, raffigurante l'obelisco di Sorio.

Benché la battaglia di Sorio fu cosa di poco conto (tra i volontari vi furono pochi morti e la posizione persa non fu così rilevante) essa ebbe tuttavia un forte impatto psicologico poiché rappresentò il primo successo degli austriaci dopo una lunga serie di sconfitte. Molte inoltre furono le critiche mosse al generale Sanfermo, che tuttavia operò in modo efficace dovendo però scontrarsi con grandi carenze organizzative e di mezzi, tanto da portarlo alle dimissioni e alla sua sostituzione col generale Alberto La Marmora.
In memoria dei caduti, nel 1868 venne posto a Sorio, nel luogo della battaglia, un obelisco opera dell'architetto Antonio Caregaro Negrin, rappresentato anche nello stemma del comune di Gambellara.